# Epidendrum morganii
Epidendrum morganii är en orkidéart som beskrevs av Dodson och Leslie Andrew Garay. Epidendrum morganii ingår i släktet Epidendrum och familjen orkidéer.
Artens utbredningsområde är Ecuador. Inga underarter finns listade i Catalogue of Life.